# Lukáš Pohůnek
Lukáš Pohůnek (* 1988 Žilina, Československo) je slovenský dirigent.

## Život
Narodil se v česko-slovenské rodině hudebníků. Vystudoval hru na trubku na Konzervatoři v Žilině. Jako sólista vystoupil se Slovenskou filharmonií, Slovak Sinfoniettou Žilina, Janáčkovou filharmonií Ostrava, Filharmonií Bohuslava Martinů a další. Spolupracoval s Jakubem Hrůšou.
V roce 2007 začal soukromě studovat dirigování u Leoše Svárovského, do jehož dirigentské třídy na Akademii múzických umění v Praze byl přijat v roce 2009. V sezoně 2012/2013 byl stážistou na Akademii Muzycznej v Krakově ve třídě profesora Rafaela Delekty. Aktivně se zúčastnil i mistrovských dirigentských kurzů u George Pehlivaniana a Tadeusze Strugaly.

## Kariéra
Dirigoval několik domácích i zahraničních orchestrů. Mezi nimi jsou Janáčkova filharmonie Ostrava, Severočeská filharmonie Teplice, Slovak Sinfonietta Žilina, Akademičtí komorní sólisté Praha, Moravskoslezská sinfonietta Ostrava, Orkiestra akademii Beethovenowskiej Krakov a Valencia ensemble. Také spolupracoval s Pražským komorním sborem a byl asistentem Olivera Dohnányiho při sboru Canticorum Iubilo Praha.
| „                                                                                     | Mladý adept dirigování (…) se zhostil známé Pražské symfonie č. 38 D dur KV 504 W.A.Mozarta, za kterou ho možno pouze pochválit. V jeho koncepci bylo zřejmé porozumění formě, respekt k dimenzím orchestru, disciplína, ale zároveň i radost a vyžívání se v tvárnosti hudební materie. Pohůnek vstupoval na dirigentský stupínek se zřejmou pokorou. Jeho předpoklady, talent a doufejme – další příležitosti mu otevřou nové perspektivy. | “ |
| — Lýdia Dohnalová – Štátny komorný orchester Žilina. In: Hudobný život, 2012/12, s. 5 | |   |